# RMDN3
RMDN3 (англ. Regulator of microtubule dynamics 3) – білок, який кодується однойменним геном, розташованим у людей на короткому плечі 15-ї хромосоми. Довжина поліпептидного ланцюга білка становить 470 амінокислот, а молекулярна маса — 52 118.
| 10         |  | 20         |  | 30         |  | 40         |  | 50         |
| ---------- |  | ---------- |  | ---------- |  | ---------- |  | ---------- |
| MSRLGALGGA |  | RAGLGLLLGT |  | AAGLGFLCLL |  | YSQRWKRTQR |  | HGRSQSLPNS |
| LDYTQTSDPG |  | RHVMLLRAVP |  | GGAGDASVLP |  | SLPREGQEKV |  | LDRLDFVLTS |
| LVALRREVEE |  | LRSSLRGLAG |  | EIVGEVRCHM |  | EENQRVARRR |  | RFPFVRERSD |
| STGSSSVYFT |  | ASSGATFTDA |  | ESEGGYTTAN |  | AESDNERDSD |  | KESEDGEDEV |
| SCETVKMGRK |  | DSLDLEEEAA |  | SGASSALEAG |  | GSSGLEDVLP |  | LLQQADELHR |
| GDEQGKREGF |  | QLLLNNKLVY |  | GSRQDFLWRL |  | ARAYSDMCEL |  | TEEVSEKKSY |
| ALDGKEEAEA |  | ALEKGDESAD |  | CHLWYAVLCG |  | QLAEHESIQR |  | RIQSGFSFKE |
| HVDKAIALQP |  | ENPMAHFLLG |  | RWCYQVSHLS |  | WLEKKTATAL |  | LESPLSATVE |
| DALQSFLKAE |  | ELQPGFSKAG |  | RVYISKCYRE |  | LGKNSEARWW |  | MKLALELPDV |
| TKEDLAIQKD |  | LEELEVILRD |  |            |  |            |  |            |

A: Аланін

C: Цистеїн

D: Аспарагінова кислота

E: Глутамінова кислота

F: Фенілаланін

G: Гліцин

H: Гістидин

I: Ізолейцин

K: Лізин

L: Лейцин

M: Метіонін

N: Аспарагін

P: Пролін

Q: Глутамін

R: Аргінін

S: Серин

T: Треонін

V: Валін

W: Триптофан

Кодований геном білок за функцією належить до фосфопротеїнів. 
Задіяний у таких біологічних процесах, як апоптоз, диференціація клітин, альтернативний сплайсинг. 
Локалізований у цитоплазмі, цитоскелеті, ядрі, мембрані, мітохондрії, зовнішній мембрані мітохондрій.